# Église Saint-Ideuc de Saint-Malo
L’église Saint-Ideuc de Saint-Malo est un édifice de la commune de Saint-Malo, dans le département d’Ille-et-Vilaine en région Bretagne. 

## Localisation
Elle se trouve à l'est du bourg de Saint-Malo, dans le quartier de Saint-Ideuc.

## Historique
Sous le règne de Louis XV et l'épiscopat de Monseigneur Jean-Louis du Bouchet de Sourches (1669-1748), évêque de Dol fut posée et bénite la première pierre de la nouvelle église, par madame veuve  de la Villejacquin de la Haye et monsieur l'abbé de la Haye  son fils, chanoine de Saint-Malo, en présence de messieurs Pierre Morant prêtre de la dite paroisse, Guillaume Lesnard, recteur depuis 1708, et le fut pendant 36 ans avant de s'éteindre à 72 ans le 25 juillet 1744 et inhumé dans le chœur de cette église.
Elle abrite depuis 1888 les reliques de saint Ideuc (Ildut) qui se trouvaient auparavant au Levy.
Le clocher détruit lors des combats pour la libération de la ville, en août 1944, a été remplacé par un clocher en ciment. 
Elle est inscrite au titre des monuments historiques depuis le 5 novembre 1970,.